# Thomas Rogne
Thomas Pauck Rogne, född 29 juni 1990 i Bærum, Norge, är en norsk fotbollsspelare som spelar som försvarare i Helsingborgs IF. Han har tidigare spelat i Stabæk, Celtic, Wigan Athletic, IFK Göteborg, Lech Poznań och Apollon Smyrnis.

## Karriär
Den 31 juli 2017 värvades Rogne av polska Lech Poznań, där han skrev på ett fyraårskontrakt med start från den 1 januari 2018.
Den 1 juli 2022 värvades Rogne av Helsingborgs IF, där han skrev på ett 2,5-årskontrakt.

## Meriter

### Stabæk
- Superfinalen: 2009

### Celtic
- Scottish Premier League: 2011–2012, 2012–2013
- Scottish Cup: 2010–2011, 2012–2013